# Jönköpings Segelsällskap
Jönköpings Segelsällskap är ett av Sveriges äldsta segelsällskap och bildades 1890.